# Феђа Тапавички
Феђа Тапавички (Загреб, 12. фебруар 1931 — март 2011) је био југословенски филмски глумац.

## Филмографија
| Год.  | Назив                       | Улога \|- style="background: Lavender; text-align:center; " |
| ----- | --------------------------- | ----------------------------------------------------------- |
| 1971. | Доручак са ђаволом          | Јошка                                                       |
| 1977. | Пургатоли                   |                                                             |
| 1978. | Избацивач                   |                                                             |
| 1978. | Стићи пре свитања           |                                                             |
| 1983. | Велики транспорт            |                                                             |
| 1985. | Наш учитељ четвртог разреда | Феодор Тапавички                                            |
| 1990. | Црно и бело                 | Феодор Тапавички                                            |
| 1992. | Јевреји долазе              | Феодор Тапавички                                            |